# Pseudocomitatense
La legio pseudocomitatensis era una legione del tardo Impero romano. Si trattava di unità legionarie di limitanei entrate poi a far parte del comitatus, cioè dell'esercito mobile il cui compito era di intervenire lì dove c'era necessità.

## Storia
Inizialmente le legioni psudocomitatensi erano limitanei temporaneamente distaccati nel comitatus: in questo periodo i soldati ricevevano una paga maggiore, ma poi l'unità tornava ad essere di limitanei e rimandata alla frontiera. In seguito le unità pseudocomitatense rimasero nel comitatus sempre più a lungo, tanto che il distaccamento di uomini dai limitanei divenne pratica comune.
Le legioni I e II Armeniaca, ad esempio, erano unità di limitanei a guardia dei territori romani al di là del Tigri; quando questi territori vennero persi (in seguito alla campagna sasanide di Giuliano del 363), le unità entrarono a far parte dell'esercito mobile d'Oriente col nome di legiones pseudocomitatenses.
Intanto la legione romana alto-imperiale, con l'evolversi del sistema post-costantiniano si trasformava da unità di 5.000 armati, a unità ridotte di 800/1.200 armati circa, pur continuando a costituire il nerbo dell'esercito romano, formate ancora da fanteria pesante.

## Lista all'epoca dellaNotitia dignitatum
Qui di seguito sono elencate le 46 legiones pseudocomitatenses della Notitia dignitatum, di cui 20 erano posizionate nella parte orientale e 26 (tra cui 11 incerte) nella parte occidentale.
| N.          | unità legionaria pseudocomitatensis | comando militare (epoca della Notitia dignitatum) | Menzionata nella Notitia dignitatum? | annotazioni                                    |
| ----------- | ----------------------------------- | ------------------------------------------------- | ------------------------------------ | ---------------------------------------------- |
| 1           | Auxiliarii sagittarii               | Magister militum praesentalis II                  | SI                                   |                                                |
| 2           | Prima Armeniaca                     | Magister militum per Orientem                     | SI                                   | creata dopo l'abbandono dell'Armenia (364-384) |
| 3           | Secunda Armeniaca                   | Magister militum per Orientem                     | SI                                   | creata dopo l'abbandono dell'Armenia (364-384) |
| 4           | Fortenses auxiliarii                | Magister militum per Orientem                     | SI                                   |                                                |
| 5           | Funditores                          | Magister militum per Orientem                     | SI                                   |                                                |
| 6           | Prima Italica                       | Magister militum per Orientem                     | SI                                   |                                                |
| 7           | Quarta Italica                      | Magister militum per Orientem                     | SI                                   |                                                |
| 8           | Sexta Parthica                      | Magister militum per Orientem                     | SI                                   |                                                |
| 9           | Prima Isaura sagittaria             | Magister militum per Orientem                     | SI                                   |                                                |
| 10          | Balistarii Theodosiaci              | Magister militum per Orientem                     | SI                                   | creata da Teodosio I                           |
| 11          | Transtigritani                      | Magister militum per Orientem                     | SI                                   |                                                |
| 12          | Timacenses auxiliarii               | Magister militum per Illyricum                    | SI                                   |                                                |
| 13          | Felices Theodosiani iuniores        | Magister militum per Illyricum                    | SI                                   | creata da Teodosio I                           |
| 14          | Bugaracenses                        | Magister militum per Illyricum                    | SI                                   |                                                |
| 15          | Scupenses                           | Magister militum per Illyricum                    | SI                                   |                                                |
| 16          | Ulpianenses                         | Magister militum per Illyricum                    | SI                                   |                                                |
| 17          | Merenses                            | Magister militum per Illyricum                    | SI                                   |                                                |
| 18          | Secundi Theodosiani                 | Magister militum per Illyricum                    | SI                                   | creata da Teodosio I                           |
| 19          | Balistarii Theodosiani iuniores     | Magister militum per Illyricum                    | SI                                   | creata da Teodosio I                           |
| 20          | Scampenses                          | Magister militum per Illyricum                    | SI                                   |                                                |
| T O T A L E | P A R T E                           | O R I E N T A L E                                 | 2 0                                  |                                                |

| N.          | unità legionaria pseudocomitatensis | comando militare (epoca della Notitia dignitatum) | Menzionata nella Notitia dignitatum? | altra data in cui viene menzionata                               |
| ----------- | ----------------------------------- | ------------------------------------------------- | ------------------------------------ | ---------------------------------------------------------------- |
| 21          | I Iulia Alpina                      | Numerus intra Italiam                             | SI                                   |                                                                  |
| 22          | Pontinenses                         | Numerus intra Italiam                             | SI                                   |                                                                  |
| 23          | I Flavia Gallicana                  | Numerus intra Gallias                             | SI                                   |                                                                  |
| 24          | Martenses                           | Numerus intra Gallias                             | SI                                   |                                                                  |
| 25          | Abrincateni                         | Numerus intra Gallias                             | SI                                   |                                                                  |
| 26          | Defensores seniores                 | Numerus intra Gallias                             | SI                                   | creata con il patto di Naisso (365) tra Valentiniano I e Valente |
| 27          | Mauri Osismiaci                     | Numerus intra Gallias                             | SI                                   |                                                                  |
| 28          | I Flavia                            | Numerus intra Gallias                             | SI                                   |                                                                  |
| 29          | Superventores iuniores              | Numerus intra Gallias                             | SI                                   | creata con il patto di Naisso (365) tra Valentiniano I e Valente |
| 30          | Cornacenses                         | Numerus intra Gallias                             | SI                                   |                                                                  |
| 31          | Romanenses                          | Numerus intra Gallias                             | SI                                   |                                                                  |
| 32          | Septimani iuniores                  | Numerus intra Gallias                             | SI                                   | creata con il patto di Naisso (365) tra Valentiniano I e Valente |
| 33          | Lanciarii Lauriacenses              | Numerus intra Illyricum                           | SI                                   |                                                                  |
| 34          | Lanciarii Comaginenses              | Numerus intra Illyricum                           | SI                                   |                                                                  |
| 35          | II Iulia Alpina                     | Numerus intra Illyricum                           | SI                                   |                                                                  |
| 36 (?)      | Balistarii                          | Numerus intra Gallias                             | SI                                   | non è sicuro fosse una legio pseudocomitatensis                  |
| 37 (?)      | Defensores iuniores                 | Numerus intra Gallias                             | SI                                   | non è sicuro fosse una legio pseudocomitatensis                  |
| 38 (?)      | Garronenses                         | Numerus intra Gallias                             | SI                                   | non è sicuro fosse una legio pseudocomitatensis                  |
| 39 (?)      | Anderetiani                         | Numerus intra Gallias                             | SI                                   | non è sicuro fosse una legio pseudocomitatensis                  |
| 40 (?)      | Acincenses                          | Numerus intra Gallias                             | SI                                   | non è sicuro fosse una legio pseudocomitatensis                  |
| 41 (?)      | Cursarienses iuniores               | Numerus intra Gallias                             | SI                                   | non è sicuro fosse una legio pseudocomitatensis                  |
| 42 (?)      | Musmagenses                         | Numerus intra Gallias                             | SI                                   | non è sicuro fosse una legio pseudocomitatensis                  |
| 43 (?)      | Insidatores                         | Numerus intra Gallias                             | SI                                   | non è sicuro fosse una legio pseudocomitatensis                  |
| 44 (?)      | Truncensimani                       | Numerus intra Gallias                             | SI                                   | non è sicuro fosse una legio pseudocomitatensis                  |
| 45 (?)      | Abulci                              | Numerus intra Gallias                             | SI                                   | non è sicuro fosse una legio pseudocomitatensis                  |
| 46 (?)      | Exploratores                        | Numerus intra Gallias                             | SI                                   | non è sicuro fosse una legio pseudocomitatensis                  |
| T O T A L E | P A R T E                           | O C C I D E N T A L E                             | 2 6                                  |                                                                  |